# 条纹扇贝
条纹扇贝（学名：Decatopecten striatus），是莺蛤目海扇蛤科纹肋扇贝属的一种。其种加词“striatus ”意为“有条纹的”。主要分布于中国大陆、台湾，常栖息在潮间带至潮下带50米。